# New Girl (televisieserie)
New Girl is een Amerikaanse sitcom waarvan de eerste aflevering op 20 september 2011 door FOX werd uitgezonden. De hoofdrollen in deze door Elizabeth Meriwether bedachte serie worden gespeeld door Zooey Deschanel, Jake Johnson, Max Greenfield, Lamorne Morris, Hannah Simone en Damon Wayans Jr.
De pilotaflevering werd in de Verenigde Staten door 10,28 miljoen mensen bekeken. Nadat de tweede aflevering was uitgezonden, op 27 september 2011, bestelde Fox elf extra afleveringen. Het eerste seizoen zal daardoor - volgens de planning - in totaal vierentwintig afleveringen tellen. In verband met (de uitzending van) honkbalwedstrijden werd de uitzending van New Girl na de eerste drie afleveringen uitgesteld tot november 2011.
In Nederland wordt New Girl uitgezonden door MTV en door RTL 7. In Vlaanderen werd in maart 2012 gestart met het uitzenden van de serie op 2BE, echter de uitzendingen werden na drie weken gestaakt wegens lage kijkcijfers. In het najaar van 2013 werd de serie getoond op Vitaya. Momenteel wordt de serie uitgezonden op Q2.
Op 14 mei 2017 kondigde het officiële Twitter account van New Girl het zevende en laatste seizoen aan van de televisieserie, hetgeen acht afleveringen zal bevatten. De volledige cast zou terugkeren. De seizoensfinale zal een één uur lange aflevering worden.

## Verhaal
De sukkelige maar schattige Jess (gespeeld door Zooey Deschanel) is op zoek naar een nieuwe woning nadat ze haar vriend betrapt met een ander meisje. Ze komt te wonen in een appartement met drie vrijgezelle mannen: barman Nick (Jake Johnson), fitnesstrainer Coach (Damon Wayans Jr.) en vrouwenversierder Schmidt (Max Greenfield). Ze overtuigt hen haar te accepteren door te vertellen dat ze bevriend is met modellen. In de eerste afleveringen probeert het drietal haar weer op de been te krijgen.
In de tweede aflevering heeft Coach de serie verlaten. Na de opnames van de pilot werd bekend dat een tweede seizoen van Wayans' serie Happy Endings zou volgen, waardoor hij onverwacht niet meer beschikbaar was voor zijn rol in New Girl. In plaats daarvan werd het personage Winston Bishop (Lamorne Morris) geïntroduceerd. Volgens het verhaal komt Winston terug uit Letland, waar hij professioneel basketbal speelde. Hij onderverhuurde zijn kamer aan Coach.
Aan het begin van de serie is Nicks relatie net beëindigd en hij heeft net als Jess te kampen met liefdesverdriet. Nick zal echter Julia Baker (Lizzy Caplan) ontmoetten en muziekleraar Paul (Justin Long) blijkt een oogje te hebben op Jess.

## Afleveringen
Zie: Lijst van afleveringen van New Girl
| Seizoen | Aantal afleveringen | Originele Uitzenddatum                  |  |
| ------- | ------------------- | --------------------------------------- |  |
| 1       | 24                  | 20 september 2011 – 8 mei 2012          |  |
| 2       | 25                  | 25 september 2012 – 14 mei 2013         |  |
| 3       | 23                  | 17 september 2013 – 6 mei 2014          |  |
| 4       | 22                  | 16 september 2014 – 5 mei 2015          |  |
| 5       | 22                  | 5 januari 2016 – 10 mei 2016            |  |
| 6       | 22                  | 20 september 2016 – 4 april 2017        |  |
| 7       | 8                   | 10 april 2018 (USA) – 15 mei 2018 (USA) |  |

## Personages

### Vaste personages
- Zooey Deschanel als Jessica "Jess" Day.
- Jake Johnson als Nicholas "Nick" Miller.
- Max Greenfield als Winston Schmidt.
- Lamorne Morris als Winston Bishop.
- Hannah Simone als Cecilia "Cece" Parikh
- Damon Wayans, Jr. als Ernie "Coach"

### Terugkerende personages
- Rebecca Reid als Nadia, het Russische model dat samenwoont met CeCe en een korte affaire heeft met Schmidt.
- Kali Hawk als Shelby, Winstons ex-vriendin. (7 afleveringen)
- Steve Agee als Outside Dave, een dakloze die in de buurt van het appartement leeft. (6 afleveringen)
- Dermot Mulroney als Russell, Jess' ex-vriend. (5 afleveringen)
- Lizzy Caplan als Julia Cleary, Nicks ex-vriendin. (4 afleveringen)
- Justin Long als Paul Genzlinger, een muziekleraar en Jess' ex-vriend. (4 afleveringen)
- Brenda Song als Daisy, Winstons ex-vriendin. (5 afleveringen)
- Nelson Franklin als Robby McFerrin, ex-vriend van CeCe en later kortstondige vriend van Jess.
- Satya Bhabha als Shivrang, verloofde van CeCe wanneer zij besluit tot een gearrangeerd huwelijk.
- David Walton als Sam Sweeney, een man waar Jess een knipperlicht relatie mee heeft.
- Nasim Pedrad als Aly Nelson, de partner van Winston Bishop.
- Julian Morris als Ryan Geauxinue, een collega van Jess en Coach waarmee Jess een relatie krijgt.
- Curtis Armstrong als Principal Foster, de baas van Jess en Coach.
- Megan Fox als Reagan Lucas, tijdelijke huisgenoot in de loft en vriendin van Nick.
- Lucy Punch als Genevieve, de directeur van Banyon Canyon, waar Jess komt te werken.